# 経済学部
経済学部（けいざいがくぶ）は、大学において経済学を中心とする教育・研究を行う学部である。授与する学位は、学士（経済学）が主な例である（学士が称号であった時代には経済学士といった）。ただし、近年の経済学部はとりわけ学科の種類が多様であり、その分学位の名称も多様化している。

## 概要
日本の文系学部において、経済学部はその数からいっても最もメジャーな学部といえる。それだけに、経済学科だけでなく経営学科や金融学科、あるいは情報学やその他の法学・社会学等の社会科学を包括する学際系の学科を置いている大学も多い。特に国立大学では経済学部の中に経済学科と経営学科（に類似する学科）を置いていることが多い。

## カリキュラム
- ここでは、経済学部経済学科のカリキュラムを代表例として取り上げる。経済学部経済学科で履修できる科目は、理論を構築するミクロ経済学・マクロ経済学等の理論系、理論を検証する統計学、計量経済学、実験経済学、経済史等の実証系、理論を適所で応用する公共経済学・国際経済学、労働経済学等の応用系の三つのグループに大別することができる。
- 令和の現在、経済学部入学者の多くが総合型選抜（高大連携他）などを利用し、学力試験を経ないで入学している。カリキュラムの程度は全国画一的なものはなく、多くの大学では学生の程度に合わせて数学を使わないでも単位習得し、卒業できるようになっている。慶應義塾大学経済学部や東京大学経済学部などの一部の大学は教育・研究において数学を重視している。
- 商業高校生は高大連携先の経済学部の講義を受講することができる。日本商工会議所は日本税理士会連合会、日本公認会計士協会とともに日商簿記甲子園を開催するなど商業高校生を応援し、商業高校から経済学部へ進学後の税理士試験・公認会計士試験受験者数が増加している。

### 経済学科目
主な経済学の科目（大学により科目名の違いはある）
- ミクロ経済学
- マクロ経済学
- 数理経済学
- 統計学
- 計量経済学
- 日本経済史
- 西洋経済史
- 東洋経済史
- 公共経済学（財政学）
- 国際経済学
- 労働経済学
- 産業組織論
- 金融経済学（金融論）
- 開発経済学
- 教育経済学
- 環境経済学
- 農業経済学
- 都市経済学
- 交通経済学
- 行動経済学
- 経済政策
- 経済思想史
- ○○（地域名）経済論
- 経済学のための数学
- 経済英語
- 簿記論
- 会計学
- 商法

## 日本における歴史
- 1878年（明治11年） - 旧東京大学（東京帝国大学を経て現東京大学）が文学部第一科、史学哲学及び政治学科において経済学の講義を開始。
- 1879年（明治12年）
  - 商法講習所（現一橋大学）が経済学の講義を開始。
  - 旧東京大学が文学部第一科を「哲学政治学及び理財学科」に改称（「経済学」の講義は「理財学」に改称される）。
- 1880年（明治13年） - 専修学校（現専修大学）が日本で初めて独立した「経済科」を設置。
- 1884年（明治17年） - 商法講習所が農商務省の直轄となり東京商業学校に改称。
- 1885年（明治18年）
  - 東京商業学校が文部省の直轄となり、東京外国語学校と合併して神田一ツ橋に移転。
  - 旧東京大学が文学部の「政治学及び理財学科」を法学部に移管し、「政治学科」と改称。
- 1887年（明治20年） - 東京商業学校が高等商業学校に改称。
- 1890年（明治23年） - 慶應義塾大学部が発足し文学科・法律科と並んで理財科を設置。
- 1897年（明治30年） - 高等商業学校が専攻部を設置

これにより、予科から専攻部の修業年限6年が高等学校から帝国大学卒業までの年限と同等と認められたため、1901年（明治34年）より「商業学士」が授与される。
- 1902年（明治35年） - 神戸における神戸高等商業学校（現神戸大学経済・経営・法学部）の設立に伴い、高等商業学校が東京高等商業学校（現一橋大学経済・商・法学部）に改称。
- 1905年（明治38年） - 地方への商業学校拡充策として山口を皮切りに、長崎、小樽、名古屋、福島、大分、彦根、和歌山、横浜、高松、高岡の各都市に官立高等商業学校が順次設立。
- 1908年（明治41年） - 東京帝国大学法科大学（法学部）が政治学科を政治学科と経済学科の2学科に分離。
- 1909年（明治42年）
  - 文部省が東京高等商業学校の専攻部を東京帝国大学へ統合する省令を発令するも、東京高商側の学生総退学決議の抗議等に遭いこれを断念（申酉事件）。
  - 東京帝国大学法科大学が商業学科を設置。
- 1919年（大正8年）
  - 東京帝国大学が経済学科と商業学科を独立させ、日本の大学で最初の経済学部を設置。
  - 京都帝国大学（現京都大学）が経済学部を設置。
- 1920年（大正9年）
  - 2月5日 - 慶應義塾大学部が大学令による慶應義塾大学に昇格し、私立大学で最初の経済学部を設置[注 2]。
  - 4月15日 - 中央大学と法政大学が大学令による大学に昇格し、経済学部を設置[注 3][注 4]。
- 1922年（大正11年） - 専修大学が大学令による大学に昇格し、翌年1923年（大正12年）に経済学部を設置。
- 1924年（大正13年） - 関西大学が商学部を経済学部に改称。
- 1931年（昭和6年） - 立教大学が商学部を経済学部に改称。
- 1944年（昭和19年） - 日本大学が商経学部を経済学部に改称。
- 1946年（昭和21年） - 関西学院大学が商経学部を経済学部に改称。
- 1948年（昭和23年） - 上智大学、同志社大学、立命館大学が新制大学に移行し、経済学部を設置。
- 1949年（昭和24年）
  - 4月
    - 東北大学と九州大学が法文学部を改組して経済学部を設置（新制移行前の4月に設置）。
    - 大阪商科大学が新制大阪市立大学に移行し、経済学部を設置。

  - 5月31日
    - 国立学校設置法（5月31日公布・施行）により、旧制官立商科大学2校が新制国立大学（一橋大学、神戸大学）に移行し、経済学部を設置。
    - 旧制官立高等商業学校8校が新制国立大学（福島大学、横浜国立大学、滋賀大学、和歌山大学、山口大学、香川大学、長崎大学、大分大学）に昇格し、経済学部を設置。
- 1950年（昭和25年） - 名古屋大学が法経学部を改組して経済学部を設置。
- 1953年（昭和28年）
  - 北海道大学と大阪大学が法経学部を改組して経済学部を設置。
  - 富山大学が文理学部を改組して経済学部を設置。

なお、第二次世界大戦後からソ連崩壊まではマルクス経済学を主に教える大学と近代経済学を主に教える大学の二つに分かれていたが、現在は後者のみとなっている。

## 高大連携
- 令和6年、一般入試型の選抜入学者は減少し、大多数の経済学部生は総合型選抜等で入学している。
- 商業高校ではカリキュラム改正に基づき、大学の学部レベルのマクロ経済学等の講義をしている。
- 全国各地の大学と商業高等学校の間での高大連携事業は一般的となっている。大学教員が商業高等学校において講義をしている。商業高等学校の会計学教育は一般大学と同水準となっている。商業高校卒業後、経済学部進学し、公認会計士等になっている。
- 商業高等学校生徒を対象とした大学入試では、大学入学共通テストが免除され、小論文などの簡易な入試スタイルも見受けられる。日商簿記2級を取得した生徒は大学受験の科目免除可能となる。そのため、商業高校卒業生の国公私立大学進学者数は増加している。商業高校から経済学部・法学部への進学は大変有利となっている。
- 事例として、神戸星城高等学校と福岡女子商業高等学校が著名である。

| 高校名           | 備考 |
| ---------------- | --- |
| 神戸星城高等学校 | 1929年創設の兵庫県唯一の私立商業高等学校である。商業高校から国公立大現役合格者数12年連続全国1位（令和4年：国公立大学合格者64名）となる。 |

## 経済学部を持つ日本の大学
大学院組織については経済学研究科を参照

### 国際認証校
- 名古屋商科大学（AACSB認証）日本語・英語
- 一橋大学（AACSB認証）日本語

### 国立
※「経済学部」という名称の学部を持つ大学
北海道・東北
- 北海道大学 - 経済学科・経営学科
- 東北大学 - 経済学科・経営学科

関東・東京
- 埼玉大学 - 経済学科・経営学科・社会環境設計学科
- 東京大学 - 経済学科・経営学科・金融学科
- 一橋大学 - 経済学科
- 横浜国立大学 - 経済学科

中部
- 新潟大学 - 経済学科・経営学科
- 富山大学 - 経済学科・経営学科・経営法学科
- 信州大学 - 経済学科・経済システム法学科
- 名古屋大学 - 経済学科・経営学科

近畿
- 滋賀大学 - 経済学科・ファイナンス学科・企業経営学科・会計情報学科・社会システム学科
- 京都大学 - 経済経営学科
- 大阪大学 - 経済・経営学科
- 神戸大学 - 経済学科
- 和歌山大学 - 経済学科・ビジネスマネジメント学科・市場環境学科

中国・四国
- 岡山大学 - 経済学科
- 広島大学 - 経済学科
- 山口大学 - 経済学科・経営学科・国際経済学科・経済法学科・観光政策学科
- 香川大学 - 経済学科・経営システム学科・地域社会システム学科

九州
- 九州大学 - 経済・経営学科・経済工学科
- 佐賀大学 - 経済システム課程・経営・法律課程
- 長崎大学 - 総合経済学科
- 大分大学 - 経済学科・経営システム学科・地域システム学科

※「経済学部」という名称の学部は持たないがそれに準ずる経済学の教育組織を設置している大学
- 小樽商科大学 - 商学部経済学科
- 福島大学 - 人文社会学群経済経営学類
- 千葉大学 - 法政経学部経済学科
- 金沢大学 - 人間社会学域経済学類
- 静岡大学 - 人文社会科学部経済学科

※経済学を専攻できるその他の大学
- 弘前大学 - 人文学部経済経営課程
- 岩手大学 - 人文社会科学部法学・経済課程
- 山形大学 - 人文学部法経政策学科
- 茨城大学 - 人文学部社会科学科
- 筑波大学 - 社会・国際学群社会学類経済学主専攻、理工学群社会工学類社会経済システム主専攻
- 宇都宮大学 - 国際学部国際社会学科
- 群馬大学 - 社会情報学部情報社会科学科
- 三重大学 - 人文学部法律経済学科
- 島根大学 - 法文学部法経学科
- 徳島大学 - 総合科学部社会創生学科
- 愛媛大学 - 法文学部総合政策学科
- 高知大学 - 人文社会科学部人文社会科学科社会科学コース
- 鹿児島大学 - 法文学部経済情報学科
- 琉球大学 - 国際地域創造学部経済学プログラム

### 公立
※「経済学部」という名称の学部を持つ大学
- 旭川市立大学 - 経営経済学科
- 釧路公立大学 - 経済学科・経営学科
- 高崎経済大学 - 経済学科・経営学科
- 福井県立大学 - 経済学科・経営学科
- 名古屋市立大学 - 公共政策学科・マネジメントシステム学科・会計ファイナンス学科
- 大阪公立大学 - 経済学科
- 兵庫県立大学 - 国際経済学科・応用経済学科
- 周南公立大学 - 現代経済学科、ビジネス戦略学科
- 下関市立大学 - 経済学科・国際商学科・公共マネジメント学科
- 北九州市立大学 - 経済学科・経営情報学科
- 長崎県立大学 - 経済学科・地域政策学科・流通・経営学科

※「経済学部」という名称の学部は持たないがそれに準ずる経済学の教育組織を設置している大学
- 青森公立大学 - 経営経済学部
- 東京都立大学 - 経済経営学部 経済経営学科 経済学コース・経営学コース
- 横浜市立大学 - 国際総合科学部国際総合科学科経営科学系経済学コース
- 尾道市立大学 - 経済情報学部

### 私立
※「経済学部」という名称の学部を持つ大学

#### 北海道・東北
- 札幌学院大学 - 経済学科
- 北星学園大学 - 経済学科、経営情報学科、経済法学科
- 北海学園大学 - 経済学部1部（経済学科、地域経済学科）、経済学部2部（経済学科、地域経済学科）
- ノースアジア大学 - 経済学科
- 東北学院大学 - 経済学科、共生社会経済学科
- 東日本国際大学 - 経済経営学科
- 富士大学 - 経済学科、経営法学科、経営情報学科　※単科大学

#### 関東・東京
- 青山学院大学 - 経済学科、現代経済デザイン学科
- 亜細亜大学 - 経済学科
- 敬愛大学 - 経済学科、経営学科
- 慶應義塾大学 - 経済学科
- 学習院大学 - 経済学科、経営学科
- 神奈川大学 - 経済学科、現代ビジネス学科
- 関東学院大学 - 経済学科
- 関東学園大学 - 経済学科、経営学科　※単科大学
- 國學院大學 - 経済学科、経済ネットワーキング学科、経営学科
- 駒澤大学 - 経済学科、商学科、現代応用経済学科
- 城西大学 - 経済学科
- 上智大学 - 経済学科、経営学科
- 成蹊大学 - 経済経営学科
- 成城大学 - 経済学科、経営学科
- 専修大学 - 経済学科、現代経済学科、生活環境経済学科、国際経済学科
- 創価大学 - 経済学科
- 大東文化大学 - 社会経済学科、現代経済学科
- 千葉経済大学 - 経済学科、経営学科
- 中央大学 - 経済学科、経済情報システム学科、国際経済学科、公共・環境経済学科
- 帝京大学 - 経済学科、地域経済学科、経営学科、観光経営学科、国際経済学科
- 東京経済大学 - 経済学科、国際経済学科
- 東京国際大学 - 経済学科
- 東洋大学 - 第1部経済学科、第2部経済学科、国際経済学科、総合政策学科
- 獨協大学 - 経済学科、経営学科、国際環境経済学科
- 日本大学 - 経済学科、金融公共経済学科、産業経営学科
- 法政大学 - 経済学科、国際経済学科、現在ビジネス学科
- 武蔵大学 - 経済学科、経営学科、金融学科
- 武蔵野大学 - 経済学科、経営学科
- 明海大学 - 経済学科
- 明治学院大学 - 経済学科、経営学科、国際経営学科
- 明星大学 - 経済学科
- 立教大学 - 経済学科、経済政策学科、会計ファイナンス学科
- 立正大学 - 経済学科
- 流通経済大学 - 経済学科、経営学科
- 麗澤大学 - 経済学科、経営学科

#### 中部
- 新潟産業大学 - 経済経営学科、文化経済学科　※単科大学
- 金沢星稜大学 - 経済学科、経営学科
- 岐阜経済大学 - 経済学科、公共政策学科
- 愛知大学 - 経済学科
- 愛知学院大学 - 経済学科
- 中京大学 - 経済学科
- 名古屋商科大学 - 経済学科、総合政策学科
- 名古屋学院大学 - 経済学科
- 名古屋経済大学 - 現代経済学科
- 日本福祉大学 - 経済学科
- 南山大学 - 経済学科
- 名城大学 - 経済学科、産業社会学科

#### 近畿
- 追手門学院大学 - 経済学科
- 大阪学院大学 - 経済学科
- 大阪経済大学 - 経済学科、地域政策学科
- 大阪経済法科大学 - 経済学科
- 大阪産業大学 - 経済学科、国際経済学科
- 大阪商業大学 - 経済学科
- 関西大学 - 経済学科
- 関西学院大学 - 日本経済と財政・金融コース、日本の企業と家計コース、世界経済の歴史・思想と文化コース、グローバル経済と環境・資源コース、地域政策コース（法学部連携コース）
- 京都産業大学 - 経済学科
- 近畿大学 - 経済学科、国際経済学科、総合経済政策学科
- 甲南大学 - 経済学科
- 神戸学院大学 - 経済学科
- 神戸国際大学 - 経済経営学科、国際文化ビジネス・観光学科
- 摂南大学 - 経済学科
- 帝塚山大学 - 経済学科
- 同志社大学 - 経済学科
- 阪南大学 - 公務キャリアパッケージ、金融キャリアパッケージ、グローバル・キャリアパッケージ、ビジネス経済学パッケージ、ビジネス統計分析パッケージ、ビジネス法パッケージ、まちづくりパッケージ、くらしの経済パッケージ、日本経済パッケージ、グローバル経済パッケージ
- 桃山学院大学 - 経済学科
- 立命館大学 - 経済学科、国際経済学科
- 龍谷大学 - 現代経済学科、国際経済学科

#### 中国・四国・九州・沖縄
- 岡山商科大学 - 経済学科
- 沖縄国際大学 - 経済学科、地域環境政策学科
- 広島経済大学 - 経済学科、経営学科、ビジネス情報学科、メディアビジネス学科、スポーツ経営学科　※単科大学
- 福山大学 - 経済学科、国際経済学科、税務会計学科
- 松山大学 - 経済学科
- 鹿児島国際大学 - 経済学科、経営学科（経営専攻・地域創成専攻）
- 九州共立大学 - 経済・経営学科
- 九州産業大学 - 経済学科
- 熊本学園大学 - 経済学科
- 久留米大学 - 経済学科、文化経済学科
- 西南学院大学 - 経済学科、国際経済学科
- 福岡大学 - 経済学科、産業経済学科
- 福岡経済大学 - 経済学科、商学科、経営法学科、健康スポーツ経営学科

#### その他
※「経済学部」以外の経済学科あるいは経済学を専攻できる教育組織を設置している大学
- 青山学院大学 - 国際政治経済学部国際経済学科　※経済学部も別に設置している
- 桜美林大学 - ビジネスマネジメント学群
- 大阪工業大学 - 知的財産学部知的財産学科ビジネスマネジメントコース
- 沖縄大学 - 法経学部法経学科
- 九州国際大学 - 現代ビジネス学部地域経済学科（旧経済学部経済学科、経営学科）
- 京都学園大学 - 経済経営学部（旧経済学部及び旧経営学部）経済学科
- 金城大学 - 総合経済学部総合経済学科
- 神戸松蔭大学（神戸松蔭女子学院大学より名称変更）人間科学部 人間科学科（旧都市生活学科）都市生活専修
- 国士舘大学 - 政経学部経済学科
- 札幌大学 - 地域共創学群経済学専攻
- 駿河台大学 - 経済経営学部経済経営学科
- 聖学院大学 - 政治経済学部政治経済学科
- 拓殖大学 - 政経学部経済学科
- 千葉商科大学 - 総合政策学部経済学科（旧商経学部経済学科）
- 東海大学 - 政治経済学部経済学科
- 東京女子大学 - 現代教養学部 経済経営学科
- 二松學舍大学 - 国際政治経済学部国際政治経済学科国際経済専攻
- 日本大学 - 法学部政治経済学科　※経済学部も別に設置している
- 広島修道大学 - 経済科学部
- 明治大学 - 政治経済学部経済学科
- 大和大学 - 政治経済学部経済経営学科
- 早稲田大学 - 政治経済学部経済学科、国際政治経済学科

## 通信制の経済学部
通学生と比較して学費が安くなっている。Eラーニングとスクーリングを併用する教育制度を設けている。スマートフォンによるオンライン学習に特徴がある。
- 慶應義塾大学経済学部（慶應義塾大学通信教育課程）
- 創価大学経済学部（創価大学通信教育部）
- 日本大学経済学部（日本大学通信教育部）
- 法政大学経済学部（法政大学通信教育部）

## 経済学ランキング（機関別）
Top 25% Institutions and Economists in Japan（RePEc/IDEAS rankings）は、1位東京大学経済学部、2位政策研究大学院大学、3位慶應義塾大学経済学部、4位神戸大学経済経営研究所、5位京都大学経済研究所、6位経済産業研究所、7位早稲田大学政治経済学部、8位ジェトロ、9位日本銀行、10位大阪大学社会経済研究所、11位京都大学大学院経済学研究科、12位一橋大学大学院経済学研究科・経済学部、13位関西学院大学経済学部、14位一橋大学経済研究所の順序で、評価する。
QS分野別ランキングは、経済学では、1位東京大学、2位京都大学、3位一橋大学、4位大阪大学、5位慶應義塾大学、6位早稲田大学、7位神戸大学、8位東北大学、9位九州大学、10位名古屋大学、11位東京工業大学、12位北海道大学、13位筑波大学、14位立命館大学の順序で、評価する。

## 進路
経済学は多くの資格試験や公務員採用試験の受験科目となっている。下記に代表的な事例を記載する。

### 資格試験
- 公認会計士・監査審査会が行う国家試験である公認会計士試験の受験科目である。

### 公務員採用試験
- 準キャリアと位置付けられている財務専門官採用試験の受験科目である。
- 国税専門官採用試験の受験科目（但し、選択科目）である。税務大学校での研修を経て国税専門官となる。国税専門官は勤務年数等の条件を充足すると税理士資格が付与される。

## 社会との関わり
- 財務省関税局（『税関教室』等）、国税庁（『租税教室』、国税局、税務署でのインターンシップ、職場説明会等）
- 公正取引委員会（『独占禁止法教室』）

## 商経学部
商経学部は、商学、経済学を学ぶ学部。